# Conquérant (1812)
Il Conquérant era un vascello di linea francese da 80 cannoni appartenente alla classe Buncentaure, in servizio tra il 1812 e il 1842.

## Storia
La costruzione del vascello da 80 cannoni Conquérant, appartenente alla Classe Buncentaure progettata da Jacques Noël Sané, fu ordinata presso l'arsenale di Anversa nel luglio 1807. L'unità fu impostata nel 1811 sotto la direzione del costruttore navale Pierre Lair e fu varata il 27 aprile 1812, entrando in quell'anno, al comando del capitano di vascello Lafond, inquadrata nella squadra navale (Escadre de l'Escaut) del contrammiraglio Antoine Louis de Gourdon. Dopo la restaurazione dei Borboni fu inviata a Brest, dove fu carenata nel corso del 1821 e quindi inviata a Tolone nel 1824. Prese parte alla campagna di Morea del 1827, e rimase danneggiata da un incendio a Smirne il 29 ottobre 1829 quando era al comando di Frédéric Regnault de La Susse. Riparata prese parte all'Invasione di Algeri (1830) inquadrata nella squadra navale dell'ammiraglio Guy-Victor Duperré. Posta in disarmo dal novembre 1830 a Tolone fu radiata l'anno successivo. Dal 1830 fu utilizzata come nave caserma, fino al 1842, quando fu demolita.

### Fonti
1. 1 2 3  Three Decks.
2. ↑  Troisponts.
3. 1 2 3 4  Roche 2005, p. 125.